# Doutor Camargo

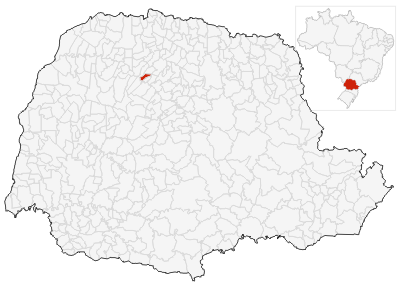
Doutor Camargo (brésil)

Doutor Camargo est une municipalité brésilienne située dans l'État du Paraná.